# INS Anvesh (A41)
INS Anvesh (A41) je pomocné plavidlo Indického námořnictva pro testování zbraňových systémů. Primárně bylo vyvinuto jako platforma pro testování prvků z druhé fáze vývoje indické protiraketové obrany (interceptory AD-1 a exoatmosférické interceptory AD-2). Ve službě je od roku 2022.

## Stavba
Plavidlo navrhla indická firma Vik-Sandvik Design India a vývojová organizace Defence Research and Development Organisation (DRDO) a postavila loděnice Cochin Shipyard Limited. Zkoušky byly zahájeny v září 2021. Do služby bylo plavidlo přijato 11. března 2022.

## Konstrukce
Posádku tvoří 165 osob, včetně vědeckých pracovníků. Plavidlo je mimo jiné vybaveno nádržemi pro tlumení náklonů, prostorem pro integraci a kontrolu raket, místností pro zpracování dat a palubním řídicím střediskem. Je vybaveno indickým radarem Long-Range Multi Function Radar (LRMFR). Na zádi se nacházejí čtyři odpalovací systémy a patnáctitunový jeřáb sloužící k manipulaci s nákladem. Vypouštěcí sila vyvinula společnost Electropneumatics & Hydraulics. V odbavovacím prostoru jsou rakety uloženy horizontálně a před odpálením jsou zvednuty do vertikální polohy. Anvesh je jako první loď indického námořnictva vybavena integrovaným elektrickým pohonným systémem (Integrated Full Electric Propulsion, IFEP). Nejvyšší rychlost dosahuje 18,5 uzlu. Vytrvalost je 45 dnů.

## Služba
Dne 21. dubna 2023 plavidlo Anvesh úspěšně otestovalo v Bengálském zálivu u pobřeží indického státu Urísa neupřesněnou protiraketovou střelu. Dle fotografií byl použit typ AAD (Advanced Air Defence) vyvinutý v první fázi indického programu protiraketové obrany. Již dříve přitom agentura DRDO představila pozemní protiraketový systém.